# Breteil
Breteil (bret. Brezhiel) – miejscowość i gmina we Francji, w regionie Bretania, w departamencie Ille-et-Vilaine.
Według danych na rok 1990 gminę zamieszkiwało 2788 osób, a gęstość zaludnienia wynosiła 190 osób/km² (wśród 1269 gmin Bretanii Breteil plasuje się na 207. miejscu pod względem liczby ludności, natomiast pod względem powierzchni na miejscu 676.).

## Miasta partnerskie
- Kwilcz